# Caryotophora skiatophytoides
Caryotophora skiatophytoides ist die einzige Art der monotypischen Pflanzengattung Caryotophora aus der Familie der Mittagsblumengewächse (Aizoaceae). Der botanischen Name der Gattung leitet sich von den griechischen Worten karyon für ‚Nuss‘ sowie -phora für ‚Träger‘ ab und verweist auf die nussartigen Früchte.

## Beschreibung
Caryotophora skiatophytoides ist eine niedrigbleibende ausdauernde Pflanze. Sie bildet in Tiefen von 5 bis 20 Zentimetern bis zu 1 Meter lange Rhizome von bis zu 23 Millimeter Durchmesser. Ihre Internodien stehen 10 bis 20 Millimeter voneinander entfernt. Die wechselständigen oder gegenständigen, flachen, dunkelgrünen Laubblätter sind am Haupttrieb 6 bis 12 Zentimeter lang und 1 bis 3 Zentimeter breit. An den Seitentrieben weisen sie eine Länge von 4 bis 6 Zentimetern und eine Breite von 1 bis 3 Zentimetern auf. Blasenzellen sind nicht vorhanden.
Die jährlich erscheinenden weißen Blüten stehen in großen Blütenständen. Der Blütenstiel ist 3 bis 6 Zentimeter lang. Es sind fünf Kelchblätter vorhanden. Das Nektarium bildet einen unauffälligen lophomorphen Ring. Die harten, holzigen Kapselfrüchte sind drei bis vierfächrig. Die Früchte enthalten sechs bis acht schwarze, mehr oder weniger dreieckige Samen von 2 bis 3 Millimetern Länge.

## Systematik und Verbreitung
Caryotophora skiatophytoides ist in Südafrika an der Küste bei Kap Agulhas in der Nähe von Bredasdorp in der Provinz Westkap verbreitet. Sie wächst auf sandigen Küstenebenen in Meeresnähe in Gebieten mit ganzjährigen Niederschlagsmengen von mehr als 400 Millimeter.
Die Erstbeschreibung der Gattung und ihrer einzigen Art durch Otto Albrecht Leistner wurde 1958 veröffentlicht.
Die Gattung Caryotophora unterscheidet sich von der Gattung Skiatophytum nur durch die hölzernen Früchte.

## Nachweise

## Weiterführende Literatur
- H. D. Ihlenfeldt, M. Gerbaulet: Untersuchungen zum Merkmalsbestand und zur Taxonomie der Gattungen Apatesia N.E.Br., Carpanthea N.E.Br., Conicosia N.E.Br., Herrea Schwantes und Hymenogyne Haw. (Mesembryanthemaceae Fenzl.). In: Botanische Jahrbücher für Systematik. Band 111, Nummer 4, 1990, S. 457–498.